# Википедија на вијетнамском језику
Википедија на вијетнамском језику (виј. Wikipedia tiếng Việt) је верзија Википедије на вијетнамском језику, слободне енциклопедије, која данас има 1.294.488 чланака и заузима на листи Википедија 13. место. Основана је у новембру 2002. године али није имала велики замах, све док није поново направљена, у октобру 2003.